# RASTER
『RASTER』（ラスター）は、いとうかなこの5枚目のベストアルバム。2014年2月26日に5pb.Recordsからリリースされた。
タイトルは、収録曲の半数が『科学アドベンチャーシリーズ』の主題歌であることから、収録曲とアルバムをそれぞれ走査線とテレビ画面になぞらえたアルバムイメージにしたという。

## 音楽性
14曲目の「RASTER」は、男の子の力強さを前面に出したいとう自身への応援ソングで、いとうが小学校1年時に体験したバスの独り乗りが歌詞に反映されている。制作に際しいとうは、これまでの作品がどんよりした雰囲気であるため『SLAM DUNK』を読んだ後に楽しくなる曲にするよう依頼したが、津島真吾が作曲したデモテープが気に入ったためアルバムタイトルへの採用を考えたという。なお歌詞のテーマはアルバムのテーマを自身の過去の体験に置き換えた内容になっており、制作時は具体感を出すため歌詞にバスを入れたという。PVは椅子が置かれた広大な平地でいとうが歌うシーンとバスに乗った子供（演：小熊苺子）が交互に登場し、後に後者が消える内容になっている。なお歌詞やPVではバスが走行中であることが窺えるが、実際にはスタッフ全員により動いているように見せているに過ぎず、そのうえバスがぬかるみにはまるハプニングに見舞われた。ちなみに救出時のナレーションはいとうが担当している。

## リリース
2014年2月26日に5pb.Recordsから発売された。いとうのベストアルバムとしては前作『VECTOR』から2年4か月ぶりのリリースとなる。
販売形態はDVD付属盤（FVCG-1289）と通常盤（FVCG-1288）の2種リリースで、DVD付属盤には『劇場版 STEINS;GATE 負荷領域のデジャヴ』のSpecial PV、『STEINS;GATE』、『CHAOS;HEAD NOAH』、『'&' -空の向こうで咲きますように-』オープニングムービー、「RASTER」のPV、Music Clipオフショット映像を収録したDVDが同梱されている。

## 収録内容
| #         | タイトル                   | 作詞         | 作曲         | 編曲           | 時間  |
| --------- | -------------------------- | ------------ | ------------ | -------------- | ----- |
| 1.        | 「あなたの選んだこの時を」 | 志倉千代丸   | 志倉千代丸   | オオバコウスケ | 5:09  |
| 2.        | 「カオスロジック」         | 志倉千代丸   | 志倉千代丸   | 礒江俊道       | 4:31  |
| 3.        | 「resolution」             | いとうかなこ | いとうかなこ | 礒江俊道       | 4:38  |
| 4.        | 「掟つしらつゆ」           | 江幡育子     | 磯江俊道     | 磯江俊道       | 4:59  |
| 5.        | 「トポロジー」             | 志倉千代丸   | 志倉千代丸   | 磯江俊道       | 4:30  |
| 6.        | 「zero hour」              | いとうかなこ | 磯江俊道     | 磯江俊道       | 4:18  |
| 7.        | 「キズナの結晶」           | 葉月みこ     | 須田悦弘     | 悠木真一       | 4:18  |
| 8.        | 「非線形ジェニアック」     | 志倉千代丸   | 志倉千代丸   | オオバコウスケ | 4:09  |
| 9.        | 「D.P.」                   | 江幡育子     | 磯江俊道     | 磯江俊道       | 4:37  |
| 10.       | 「楽園のホログラム」       | 漆野淳哉     | 須田悦弘     | 磯江俊道       | 6:03  |
| 11.       | 「Geometric space」        | 江幡育子     | 磯江俊道     | 磯江俊道       | 4:32  |
| 12.       | 「空の下の相関図」         | 志倉千代丸   | 志倉千代丸   | オオバコウスケ | 4:38  |
| 13.       | 「The Moon is Not Alone」  | 志倉千代丸   | 志倉千代丸   | 上野浩司       | 4:20  |
| 14.       | 「RASTER」                 | いとうかなこ | 津島真吾     | 磯江俊道       | 5:16  |
| 合計時間: | 合計時間:                  | 合計時間:    | 合計時間:    | 合計時間:      | 66:03 |

| #  | タイトル                                                                                       | 作詞 | 作曲・編曲 |
| -- | ---------------------------------------------------------------------------------------------- | ---- | ---------- |
| 1. | 「あなたの選んだこの時を」(劇場版『STEINS;GATE 負荷領域のデジャヴ』Special PV)                 |      |            |
| 2. | 「非線形ジェニアック」(PS3専用ゲームソフト『STEINS;GATE』Opening Movie)                        |      |            |
| 3. | 「カオスロジック」(PS3専用ゲームソフト『CHAOS;HEAD NOAH』Opening Movie)                        |      |            |
| 4. | 「The Moon is Not Alone」(PC専用ゲームソフト『'&' -空の向こうで咲きますように-』Opening Movie) |      |            |
| 5. | 「RASTER」(Music Clip)                                                                         |      |            |
| 6. | 「Music Clipオフショット映像」                                                                 |      |            |

## タイアップ
- あなたの選んだこの時を
アニメーション映画『劇場版 STEINS;GATE 負荷領域のデジャヴ』の主題歌[8]
- カオスロジック
PS3ゲーム『CHAOS;HEAD NOAH』のオープニングテーマ[8]
- 掟つしらつゆ
PSPゲーム『しらつゆの怪』のエンディングテーマ[8]
- トポロジー
テレビアニメ『ROBOTICS;NOTES』のエンディングテーマ[8]
- 非線形ジェニアック
PS3ゲーム『STEINS;GATE』のオープニングテーマ[8]
- D.P.
テレビアニメ『カオスヘッド』のBlu-ray Box版エンディングテーマ[8]
- 楽園のホログラム
PS3・Xbox 360ゲーム『STEINS;GATE 線形拘束のフェノグラム』のエンディングテーマ[8]
- 空の下の相関図
PS3・Xbox 360ゲーム『ROBOTICS;NOTES』のエンディングテーマ[8]
- The Moon is Not Alone
PCゲーム『‘&’ - 空の向こうで咲きますように -』のオープニングテーマ[8]